# Ciudad Sandino
Ciudad Sandino è un comune del Nicaragua facente parte del dipartimento di Managua.